# Franz Conrad von Hötzendorf
Franz Xaver Joseph Conrad conte von Hötzendorf (n. 11 noiembrie 1852, Penzing  pe lângă Viena – d. 25 august 1925, Bad Mergentheim, înmormântat în cimitirul Hietzing, Viena) a fost una din cele mai importante personalități militare și politice în jurul Primului Război Mondial. La izbucnirea războiului a întreținut rangul de șef pentru întreaga Armată Comune k. u. k. și mai târziu cel de Generalfeldmarschall. Mai departe a jucat un rol important în criza din iulie care a provocat catastrofa din 1914-1918. Generalul care a fost numit membru pe viață al Camerei Superioare al Imperiului Austriac cu titlul „excelență” și adevărat consilier secret imperial, a purtat Marea Cruce al Ordinului Maria Terezia și a fost ultimul „Mare Maestru” (cancelar) al ordinului.

## Biografie

### Origine și familie
Franz a provenit dintr-o familie de ofițeri și funcționari austrieci. Străbunicul său, consilierul financiar Franz Anton Conrad (1738–1827), a fost înnobilat în 1816 de împăratul Francisc I al Austriei cu predicatul  von Hötzendorf. Numele Hötzendorf își are originea din partea bunicii sale bavareze. Bunicul său Joseph Eugen, consilier economic, a fost căsătorit cu Barbara Postavek. Tatăl său Franz Xaver Conrad von Hötzendorf (1793-1878), un [[colonel de husari k. k., a participat deja la Bătălia de la Leipzig în 1813 și a luptat apoi împotriva revoluționarilor vienezi în Revoluția de la 1848 în Imperiul Austriac. El a fost grav rănit, ceea ce a dus la o amărăciune împotriva revoluționarilor și ideilor propagate de ei. Această atitudine l-a influențat mai târziu și pe fiul său Franz. Deja la pensie s-a căsătorit cu Barbara (n. 1825 – d. 1915), fiica pictorului Josef Kügler, o femeie cu 32 de ani mai tânără. 
Generalul s-a căsătorit cu Vilma (1860-1905), fiica directorului de geniu și colonelului k. k. August von le Beau) la 10 aprilie 1886. Soții au avut 4 fii, cu toții deveniți ofițeri: Konrad (porecla: Kurt, 1887–1918) care a murit în urma rănilor primite în război, Erwin (1888–1965), Herbert (1891–1914), căzut pe lângă Rawa-Ruska și Egon (1896–1965). Zece ani după moartea primei neveste (19 octombrie 1915), s-a căsătorit cu Virginia (Gina), născută Agujari, divorțată von Reininghaus (n. 18 februarie 1879 Triest - d. 34 noiembrie 1961, Semmering), (cu care a avusese deja o relație amoroasă de mulți ani) împotriva dorințelor copiilor săi.

### Cariera militară

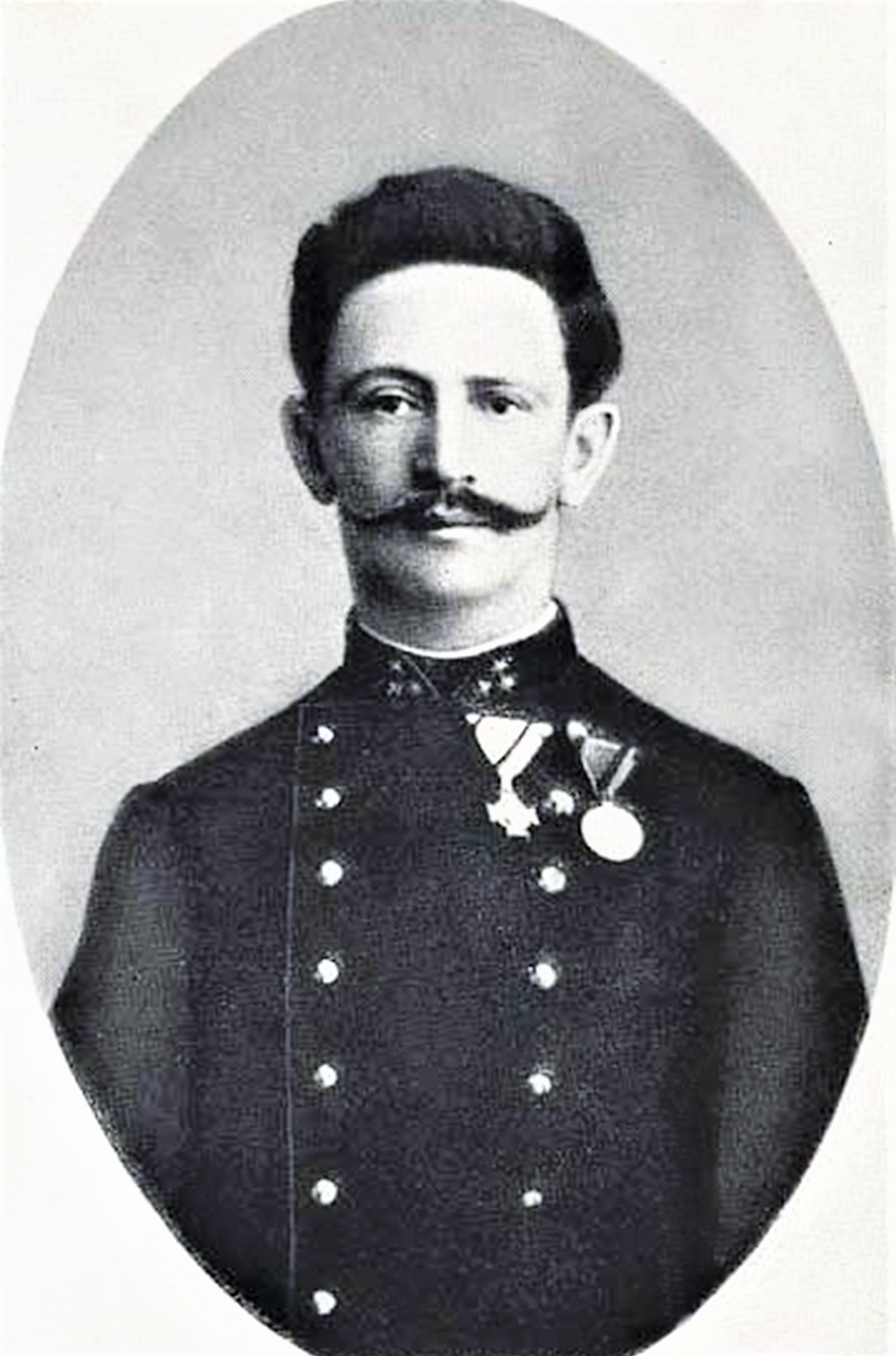
Conrad v. Hötzendorf, căpitan 1879

#### Înainte de Primul Război Mondial
Tânărul Conrad a absolvit școala de cadeți în Hainburg an der Donau (1863-1867), apoi Academia Militară Tereziană din Wiener Neustadt (1867-1871). După terminarea cu mare succes (nota: foarte bine), a fost transferat pe 18 august 1879 ca locotenent de clasa a 2-a la Feldjägerbattalion (batalion de infanterie ușoară) în St. Pölten, frecventând apoi înani 1874 Școala de Război (K.u.k. Kriegsschule), academia militară austriacă din Viena (nota: excelent). În 1876 a fost locotenent de clasa 1 al Statului Major la brigada de cavalerie nr. 6 în Kaschau (astăzi Slovacia). După acea a fost avansat foarte repede. Devenit locotenent-major (Oberleutnant) în 1877, a luat parte la Campania austro-ungară în Bosnia și Herțegovina din 1878-1879, unde s-a distins, fiind onorat de împărat cu o mențiune onorifică și avansat la rangul de căpitan (1 mai 1879). După participarea la combaterea insurgenței în Dalmația (1882), a devenit, la 29 octombrie 1883, șeful Statului Major al Diviziei 11 Infanterie din Lemberg și și-a justificat reputația de mare inovator, de exemplu prin manevre în teren, în loc de exerciții numai pe poligonul de defilare. Dar tot acolo a început să cunoască viitorul unui teatru de război împotriva Rusiei.
La 1 noiembrie 1887, a fost numit maior, iar până în septembrie al anului următor a preluat un birou pentru lucrări operative de Stat Major în Viena. Din 10 septembrie 1888 până în toamna anului 1892, Conrad a fost profesor de tactică la Școala de Război din Viena (în acest timp a fost promovat la gradul de locotenent-colonel pe 1 mai 1890) și a scris pentru instruirea mai profundă a elevilor săi cartea Zum Studium der Taktik und des operativen Generalstabsdienstes , Ofițerul a fost un profesor popular, iar mulți dintre studenții săi au fost un sfert de secol mai târziu, în marele război, foarte devotați lui. În octombrie 1892 a fost trimis la Olmütz ca comandant de batalion al Regimentului nr. 93 Infanterie și a fost promovat la gradul de colonel pe 1 mai 1893, De atunci a aparținut comisiei de evaluarea pentru aspiranții ofițeri de Stat Major [10]. De la 16 octombrie 1895 până la 8 aprilie 1899, Conrad era comandant al Regimentului de Infanterie "Kaiser" nr. 1 din Troppau.
În ziua de 1 mai 1899 (rang: de la 5 mai al anului) a fost numit Generalmajor (general-maior), și comandor al Brigăzii Infanterie nr. 55 în Triest (deja la 9 aprilie). În acest oraș a reprimat revolta muncitorilor portuari italieni cu arme și, prin urmare, a obținut convingerea că pretențiile italiene asupra Trentino  și Triest ar fi contrare intereselor austriece și astfel o confruntație în viitor inevitabilă.

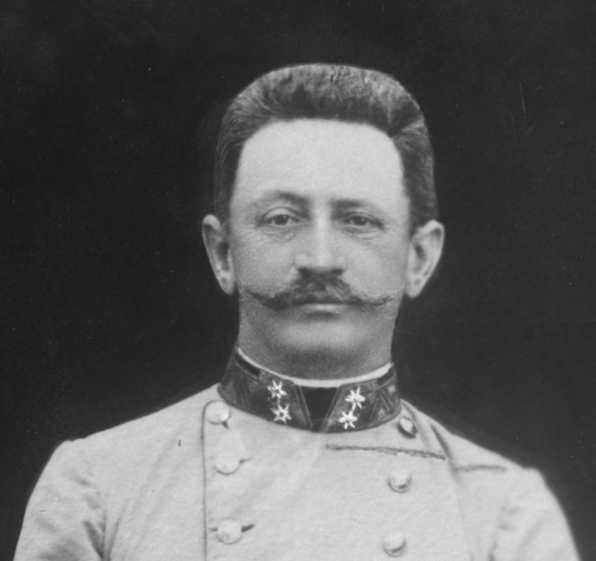
Conrad v. Hötzendorf ca FML, 1906

În continuare, promovarea ofițerului a fost frapantă: După rangul de Feldmarschalleutnant la 1 noiembrie 1908, a fost avansat numai 2 săptămâni mai târziu, pe 15 noiembrie, la gradul de Feldzeugmeister (general de infanterie).
Deși Conrad avea deja o mare reputație în armata austro-ungară, recunoscut ca cugetător operativ și, de asemenea, datorită metodelor sale moderne de orientare marțială, a fost de mare importanță pentru cariera sa viitoare, că arhiducele moștenitor Franz Ferdinand și liderul al Militärkanzlei (Cancelaria Militară), a început să-l observe și aprecieze în timpul unei manevre în Tirolul de Sud. De acea, Franz Ferdinand, dorind să-și pună propriii oameni de încredere în poziții cheie, l-a convins pe unchiul său, împăratul Franz Joseph al Austriei să-l destituie pe Friedrich Graf von Beck-Rzikowsky ca șef al Statului Major General din cauza vârstei sale avansate și să-l înlocuiască prin Conrad. Astfel, la 18 noiembrie 1906, generalul a fost numit șef al Statului Major General pentru întreaga forță armată. Dar în timpul unor manevre în apropierea frontierei italiene, el a cerut de la împărat să înceapă un război împotriva "Erzfeind" (dușmanului de moarte), Italia. Răspunsul împăratului: Österreich hat noch nie einen Krieg begonnen. (Austria nu a început niciodată un război.)  Atunci Conrad: Ach, Eure Majestät! (Vai, Maiestatea Voastră!) De acea a avut și o discuție crâncenă cu ministrul de externe contele Alois Lexa von Aehrenthal, care a respins războiul preventiv propagat de Conrad categoric. Într-o audiență din 15 noiembrie 1911, împăratul a făcut reproșuri lui Conrad (tradus): „Aceste atacuri persistente, în special reproșurile din cauza Italiei și a Balcanilor, care se repetă mereu, sunt îndreptate împotriva mea, însă politica o fac eu, este politica mea! Politica mea este o politică a păcii. Această politică a mea trebuie acceptată de toții”. Această fisură între cei doi bărbați și un scandal cauzat de afacerea lui amoroasă cu Gina von Reininghaus (mai târziu a doua soție) care mai era încă măritată, a provocat destituirea generalului ca șef al Statului Major General de către împărat la 3 decembrie 1911. Datorită dificultăților crescânde din Balcani și în Războaiele Balcanice, a fost din nou numit șef al Statului Major General al tuturor forțelor armate de către Franz Joseph (12 decembrie 1912). În această poziție, Conrad a rămas până la înlocuirea sa în martie 1917, fiind unul dintre cele mai puternice caractere cu forte multă influență din Monarhia Duală.

#### În Primul Război Mondial
În vara anului 1914, Conrad a fost unul dintre principalii susținători ai unui război imediat împotriva Regatului Serbiei ca răspuns la asasinarea arhiducelui moștenitor Franz Ferdinand în Sarajevo. El a vrut să înceapă imediat atacul după vestea asasinării, dar ministrul de externe Leopold conte von Berchtold și împăratul Franz Joseph au considerat că ar fi necesară o investigație și pregătire diplomatică. Un atac surpriză împotriva Serbiei, cum ar fi fost posibil după ce Germania a confirmat la 5 iulie al anului libertatea deplină de acțiune (cecul în alb din 1914) pentru Monarhia Duală nu a fost aprobat. Starea de război precum excluderea oricărei posibilitate de pace a fost împiedicată de politicieni împotriva voinței sale. Dar acest comportament avea să se răzbune: După ultimatul la adresa Serbiei și decizia împăratului de a declara războiul, generalul a pus accentul principal al armatei austro-ungare asupra Serbiei, dar după intrarea Rusiei în război trebuia să mute părți mari ale trupelor în Galicia, unde era așteptat atacul rus. Întârzierea rezultată drumului lung pentru armatele, dar și subestimarea puterii trupelor țariste a adus în consecință înfrângerea aproape completă a armatei austro-ungare. Cu toate acestea, Conrad a reușit cu sprijinul armatei germane să recupereze părțile din Galiția și Bucovina ocupate de Rusia, începând cu oprirea tăvălugului rus (Russische Dampfwalze) prin armata austriacă în timpul bătăliei de la Limanowa-Lapanow în decembrie 1914. Acest plan de luptă și cel al Ofensivei de la Gorlice–Tarnów de la 2-3 mai 1915 prin armata XI germană precum armatetele austro-ungare III și IV (care, printre alte motive, este recunoscut ca început prăbușirii imperiului țarist), a rezultat din geniul militar al lui Conrad. Mai departe a izbutit să cucerească Serbia și Muntenegru  și să organizeze un front stabil împotriva Italiei. După recucerirea orașului Lemberg, Conrad a fost promovat la gradul de general-locotenent (Generaloberst) la 23 iunie 1915. 
Dar cooperarea cu comandamentul superior al armatei germane (Oberste Heeresleitung, OHL) a fost curând tulburată. Pentru Conrad, liderul OHL Erich von Falkenhayn a văzut în aliat doar pe fratele mai slab, pe care refuza să-l recunoască pentru succesele sale, vrând să le aloce contului său, și care era nerăbdător să promoveze hegemonia Germaniei asupra Austriei pentru viitorul sperat. Mai departe, Conrad a vorbit cuvântul întotdeauna strategiei ofensive, Falkenhayn însă a favorizat strategia de epuizare. În primăvara anului 1916, comunicarea personală dintre cei doi șefi militari s-a terminat în permanență. Generalul a cerut în plus integrarea completă a Serbiei și Muntenegrului în monarhie cel puțin ca stat federal inseparabil, cerere cu care președintele maghiar István Tisza nu a fost deloc de acord, deoarece  a temut un dezechilibru în cadrul monarhiei și în consecință înrăutățirea condițiilor de pace după război pentru Ungaria. În februarie 1916, când Conrad dorea să efectueze anexarea Muntenegrului și a Albaniei de Nord față de împăratul, acela a răspuns: Was, das auch noch? Das ist zu viel! (Ce, și încă asta? Asta este prea mult!) Conrad a răspuns: Ja, aber es ist notwendig. Ein selbständiges Albanien ist unmöglich. (Da, dar este necesar. O Albanie autonomă este imposibilă.) Datorită circumstanței că  arhiducele Friedrich, un susținător al lui Conrad, preluase conducerea armatei de la bătrânul împărat (până la 2 decembrie 1916). Mult mai mult i-a lăsat în aproape toate domeniile mănă liberă  și l-a avansat la gradul de Feldmareșal la 25 noiembrie 1916.

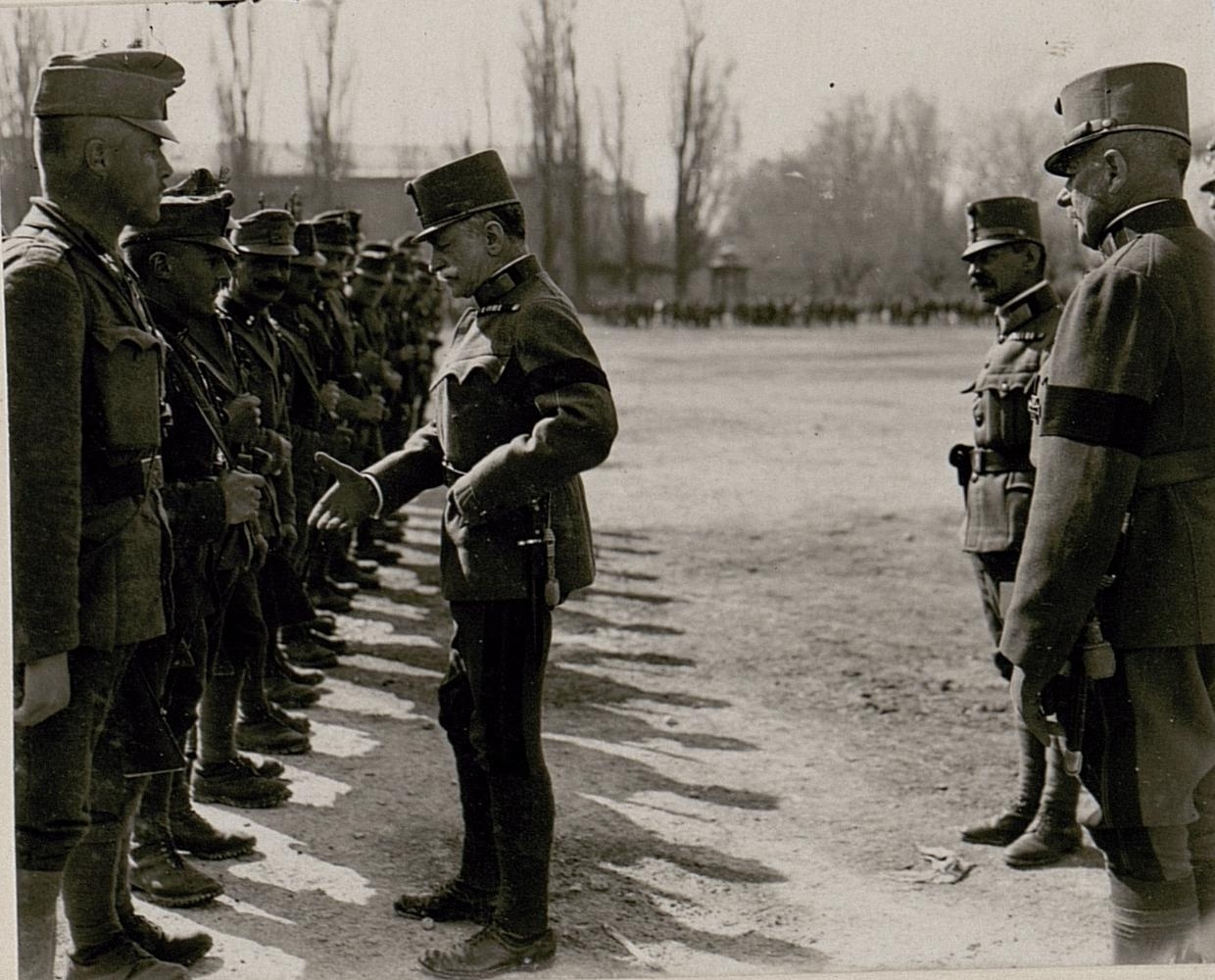
FM Conrad în Trento 1917

La 2 decembrie 1916, tânărul împărat Carol I al Austriei a preluat personal comanda supremă a armatei și Arhiducele Friedrich a acționat până la concedierea sa, la 11 februarie 1917, numai în calitate de adjunct. La 1 martie 1917, Conrad a fost înlocuit, împotriva voinței sale, prin baronul Arthur Arz von Straußenburg ca șef al Statului Major General de către împăratul. Sub conducerea lui Straußenberg influența și acceptanța lui Conrad au scăzut puternic. Astfel de abia după presiunea domnitorului a fost însărcinat ca comandor al corpului de armată „Conrad” (denumit după el) cu preluarea conducerii frontului sud-vestic împotriva Italiei în Tirol, pentru ca italienii să creadă acest front ar urma să fie ținta următoare de atac principal al forțele armate k. u. k. Dar după cele două ofensive nereușite în a doua bătălie de la Piave (15-22 iunie 1918), de la Asiago la Piave inferioară și la Monte Grappa, unde trupele italiene reușesc să împiedice străpungerea frontului spre zona de șes a Italiei la Montello, în ciuda unor greșeli italiene foarte mari și, în legătură cu ele, pierderilor masive de soldați. Conrad a fost eliberat de funcția de comandant al grupului armatei din Tirol la 14 iulie 1918 de Carol. Pentru a nu face această decizie prea aspră, împăratul la ridicat simultan la rangul de conte și la numit colonel (=șef) al tutor gărzilor personale imperiale din Viena. Pentru Conrad, dezmembrarea monarhiei câteva luni mai târziu a fost consecința lipsei de auz care le-au găsit avertismentele și predicțiile sale. Nu a arătat emoții deosebite.

## Epilog
După pensionarea sa la 1 decembrie 1918, Conrad von Hötzendorf a rămas în funcția oficială de cancelar al Ordinului Maria Terezia și a început să scrie cărți despre războiul pierdut și rolul său în opinia sa. Dar s-a îmbolnăvit grav la vezica biliară (având probabil un carcinom). De acea a plecat la o cură în Bad Mergentheim, unde a murit după o criză. 
Corpul neînsuflețit a fost transferat la Viena și înmormântat într-un mormânt de onoare [azi mormânt istoric] în Cimitirul Hietzing din Viena. Mai mult de 100.000 de cetățeni au participat la celebrarea funeraliilor pompoase din 2 septembrie și procesiunea de doliu a fost acompaniată pe lângă familia lui Conrad, de sute de foști ofițeri al Statului Major, toți foștii generali, cu toții îmbrăcați în uniformele lor k. u. k., purtând și toate decorațiile lor pe piept, mai departe și toți generalii actuali precum foștii miniștrii imperiali și miniștrii ai republicii. Mai departe au făcut parte detașări din toate armele al Bundesheer (armata republicii).

### Valorificare
Conrad a fost o persoană strălucitoare, dar și tragică a Armatei comune, fiind chiar atacat în ultimi ani ca Kriegshetzer (instigator la rãzboi) de politicieni și publiciști de stânga în Austria.

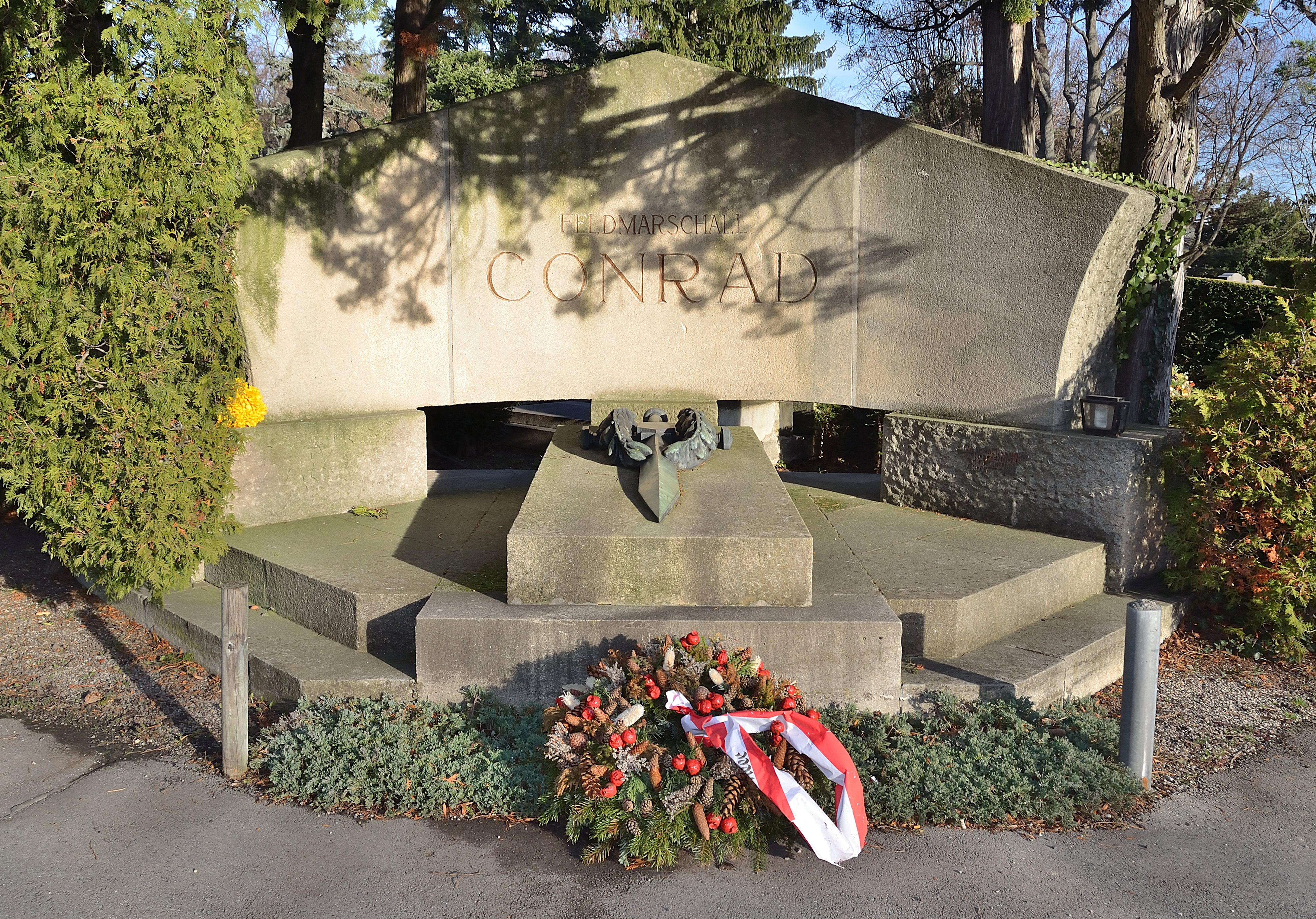
Mormântul lui Conrad v. Hötzendorf

Feldmareșalul a fost departe de realități și detalii materiale, atât în scrierile sale, cât și în ordinele sale militare. Exemple din campaniile sale din Galicia, Serbia și Italia arată că lipsa de atenție acordată vremii și nevoilor trupelor este una dintre cauzele pierderilor enorme pe aceste fronturi (peste 1.800.000 de soldați). Pe de altă parte, capacitățile sale de sinteză și previziunile sale privind transmisiile, mobilitatea trupelor, mecanizarea transportului și războiul aerian folosirea automobilului și telefonului, l-au făcut precursor în domeniul militar. În plus, la fel ca toți colegii săi, s-a afirmat ca susținător al doctrinelor ofensive. Conrad a prevăzut dezastru iminent pentru Armata Austro-Ungară, documentat într-o scrisoare adresată la soția sa din 28 iunie 1914, în care a scris: Es wird ein aussichtsloser Kampf werden, dennoch muß er geführt werden, da eine so alte Monarchie und eine so glorreiche Armee nicht ruhmlos untergehen können. (Va fi o luptă fără speranță, dar trebuie condusă, deoarece o asemenea monarhie veche și o armată atât de glorioasă nu pot să-și facă o ieșire lipsită de onoare din istorie.)
Poate astfel cererea de războaie preventive împotriva Italiei și Serbiei din 1907-1908 trebuie văzute în altă lumină. În prezent sunt denumite mai multe străzi în orașe austriece după el, astfel în Graz și Salzburg precum cazarma din Innsbruck (FM Conrad-Kaserne).

## Onoruri (selecție)
Generalul nu a pus niciodată accent pe onoruri și premii. În armată s-a numit mereu numai „Conrad”. Totuși a obținut neenumerate din ele, fiind ce mai mult decorat ofițer în întreaga armată austro-ungară:
| - Crucea de Merit Militar (24 decembrie 1879) cu decorație de război (10 mai 1882) - Medalia de Merit Militar "Signum Laudis" la banda Crucii de Merit Militar, 8 iulie 1890 - Ordinul Coroanei de Fier de clasa III (10 octombrie 1892) - Cavaler al Ordinului Leopold (8 aprilie 1904) - Adevărat consilier secret imperial (4 februarie 1907) - Ordinul Coroanei de Fier de clasa I (12 august 1908), cu decorație de război și săbii (9 mai 1915) - Marea Cruce al Ordinului prusac Vulturul Roșu (1908) - Deținător titular al Regimentului Infanterie nr. 39 (11 august 1909) - Marea Cruce al Ordinul național „Steaua României” (1909) - Baron austriac ( 18 august 1910) - Marea Cruce al Ordinului de Merit al Coroanei Prusace (1910) - Ordinul chinezesc al Dragonului dublu (1911) - Ordinul japonez al Răsăritul Soarelui (1911) - Marea Cruce al Ordinul Bavariei de Merit (1912) - Crucea de Merit Militar de clasa I cu săbii (24 decembrie 1879) cu decorație de război (8 decembrie 1914) - Crucea de fier de clasa I și II (Germania imperială) (1914) - Marea Cruce al Ordinului Leopold (3 decembrie 1911), cu decorație de război și săbii (9 mai 1915) - Crucea de Merit al Crucii Roșii cu decorație de război (22 noiembrie 1915) - Ordinul prusac „Pour le Mérite” (1915) | - Marea Cruce al Ordinului saxon lui Albrecht (1915) - Crucea de Comtur de clasa a 2-a al Ordinului saxon „Sf. Henric” (1915) - Ordinul Coroanei de Württemberg\|Marea Cruce al Ordinului Coroanei de Württemberg cu frunze de stejar]] (1915) - Ordinul otoman „Gallipoli Star" (1915) - Medalia otomană „İmtiyaz Nișanı” în aur și argint (1915) - Marea Cruce al Ordinul elefantului Alb de Siam - Marea Medalie de Merit Militar "Signum Laudis" de aur la banda Crucii de Merit Militar cu săbii (17 octombrie 1916) - Marea Cruce al Ordinului Maria Terezia (1 martie 1917) pr. 175 - Ordinul prusac „Pour le Mérite” cu frunze de stejar (1917) - Membru pe viață al Camerei Superioare al Imperiului Austriac cu titlul „excelență” (25 octombrie 1917) - Crucea lui Friedrich August de Oldenburg de clasa I și II (1916) - Mare Maestru (cancelar) al Ordinului Maria Terezia (25 octombrie 1917) - Conte austriac (15 iulie 1918) - Doctor honoris causa: - în drept prin Universitatea din Cernăuți (18 mai 1916), - în științe tehnice prin Academia de Științe Tehnice din Viena 18 martie 1917) - în științe tehnice prin Universitatea Tehnică Deutsche Franz Joseph Hochschule din Brünn (18 martie 1917) - în filozofie prin Universitatea Carolină (18 martie 1917) |

## Publicații (selecție)
| - Mannschafts-Menage und Offiziers-Mittagstisch, în: Organ der militärwissenschaftlichen Vereine, nr. 12, Viena 1876 - Zum Studium der Taktik und des operativen Generalstabsdienstes, Editura L. W. Seidel, Viena 1891 - Einiges über den südherzegowinischen Karst in militärischer Hinsicht, în: Organ der militärwissenschaftlichen Vereine, nr. 24, Viena 1882 - Über militär-geographische Behelfe, în: Organ der militärwissenschaftlichen Vereine, nr. 26, Viena 1883 - Zum Studium der Taktik, 2 volume, Editura Commissions-Verlag von L. W. Seidel & Sohn, Viena 1891 - Vol. 1: Einleitung und Infanterie - Vol. 2: Artillerie-Kavallerie-Vom Gefecht-Sicherungs- und Aufklärungsdienst - 69 landschaftliche Skizzen von Teilen der Gefechtsfelder von Weißenburg, Wörth, Spichern, Vionville, Gravelotte, Plevna,G.Dubnik, Polis, Lovca, Sipka, Slivnika; Nach der Natur gezeichnet, Editura Kreisel & Gröger, Viena 1891 - Taktik-Aufgaben, vol. 1-3, Editura Kreisler & Bröger, Viena 1892-1896 - Vorgang beim Studium unserer taktischen Reglements, Viena 1895 - Die Gefechtsausbildung der Infanterie, Viena 1900 - Infanteristische Fragen und die Erscheinungen des Boerenkrieges, Viena 1903 - Meine Rolle vor dem Kriege, în ziarul: Danzers Armeezeitung de la 24 ianuarie.1919 | - Die Kämpfe der 3. Armee im August 1914, în: Neue Freie Presse de la 29 iunie 1919 - Feldherrnkust und Aufmarschtechnik: Über Oberst Straubs Verdienste, în: Reichspost de la 13 iulie 1919 - Meine Stellung zur früheren Kaiserin Zita în: Neue Freie Presse de la 25 iulie 1919 - Feldmarschall Josef Metzger, în: Neue Freie Presse de la 2 august 1921 - Über die Entscheidungstage im Juli 1914, în: Neue Freie Presse de la 15 noiembrie 1923 - Gegen die Kriegsschuldlüge, în: Reichspost de la 22 februarie 1924 - Aus meiner Dienstzeit 1906-1918, 5 volume text și 2 volume anexe și suplimente, Berlin 1921-1925 - Vol. 1: Die Zeit der Annexionen 1906-1909 - Vol. 2: Die Zeit des lybischen Krieges und des Balkankrieges bis Ende 1912 - Vol. 3.: 1913 und erstes Halbjahr 1914; Ausgang des Balkankrieges und die Zeit bis zum Fürstenmord in Sarajevo - Vol. 4: 24.Juni 1914 bis 30.September 1914: Die politischen und militärischen Vorgänge vom Fürstenmord in Sarajevo bis zum Abschluß der ersten und bis zum Beginn der zweiten Offensive gegen Serbien und Rußland - Vol. 5: Oktober-November-Dezember 1914. Die Kriegsereignisse und die politischen Vorgänge dieser Zeit - Mein Anfang. Kriegserinnerungen aus der Jugendzeit 1878-1882, Editura Verlag für Kultur, Berlin 1925 |